# Исходные положения термодинамики
Исходные положения термодинамики — первые из постулатов, лежащих в основе термодинамики и, как и другие постулаты этой дисциплины, представляющие собой результат обобщения экспериментальных фактов. Термин предложен И. П. Базаровым; он позволяет отказаться от использования словосочетаний «минус первое» начало термодинамики и «нулевое» начало термодинамики.
- Первое исходное положение термодинамики — физический принцип, утверждающий, что вне зависимости от начального состояния изолированной системы в конце концов в ней установится термодинамическое равновесие (Т. А. Афанасьева-Эренфест, 1925[2] — «минус первое» начало термодинамики[3]).

При этом термодинамическое равновесие транзитивно, то есть если система A находится в термодинамическом равновесии с системой B, а та, в свою очередь, с системой C, то система A находится в равновесии с C.
A, B и C можно считать как отдельными системами, так и частями одной равновесной системы.
- Второе исходное положение термодинамики: всякая равновесная система характеризуется температурой — физической величиной, описывающей внутреннее состояние этой системы. Две системы, находящиеся в тепловом равновесии, имеют одинаковую температуру (Р. Фаулер, 1931 — «нулевое» начало термодинамики[4]).

Второе исходное положение можно сформулировать по-другому: в состоянии равновесия все внутренние термодинамические параметры системы характеризуется внешними параметрами и температурой.

## Историческая справка
В 1925 г. Т. А. Афанасьева-Эренфест показала, что система законов термодинамики должна быть дополнена аксиомой о существовании термодинамического равновесия: «…всякое начальное состояние системы, представляющее нарушенное равновесие, приводит в конце концов к равновесному состоянию», а Р. Фаулер в 1931 г. в ходе дискуссии с индийским астрофизиком Саха и его сотрудником Зривартава (В. Srivartava) сформулировал ещё одну аксиому — о существовании температуры; постулат, за которым после выхода монографии Р. Фаулера и Э. Гуггенгейма закрепилось не слишком удачное название «нулевое начало термодинамики» (англ. zeroth law), поскольку данный закон оказался на тот момент хронологически последним из нумерованных законов термодинамики.